# Aerportul Le Mans-Arnage
Aerportul Le Mans-Arnage (IATA: LME, ICAO: LFRM) este un aeroport din Le Mans, Le Mans Métropole⁠(d), Franța ce deservește zona Le Mans. Aeroportul a fost tranzitat în 2022 de 5.207 pasageri. A fost deschis în 1935 și numit după zona deservită.
Situat la o altitudine de 59 m, aeroportul dispune de 2 piste.

## Infrastructură

### Piste
Aeroportul dispune de 2 piste. Pista 02/20 are suprafața de Bitum și dimensiunile 1.420 m × 30 m. Pista 02L/20R are suprafața de Iarbă și dimensiunile 970 m × 80 m. 